# Прапор Старого Салтова
Пра́пор Старо́го Са́лтова — офіційний символ смт Старий Салтів, Вовчанський район Харківської області, затверджений рішенням Старосалтівської селищної ради 27 квітня 2000 року.
Автор — А. Гречило.

## Опис
Квадратне полотнище, яке складається із трьох вертикальних смуг — жовтої, синьої та жовтої (співвідношення їхніх ширин рівне 2:1:2), на жовтих смугах по два зелені дубові листки, один над одним.

## Зміст
Синя смуга символізує річку Сіверський Донець, над якою розташоване селище, та води Печенізького водосховища. Жовтий колір означають сільське господарство, є символом щедрості та багатства. Зелені листки дуба вказують на історію виникнення поселення серед дубових лісів. 4 листки також уособлювали 4 населені пункти, підпорядковані місцевій раді.